# Boris Jurjewitsch Titow

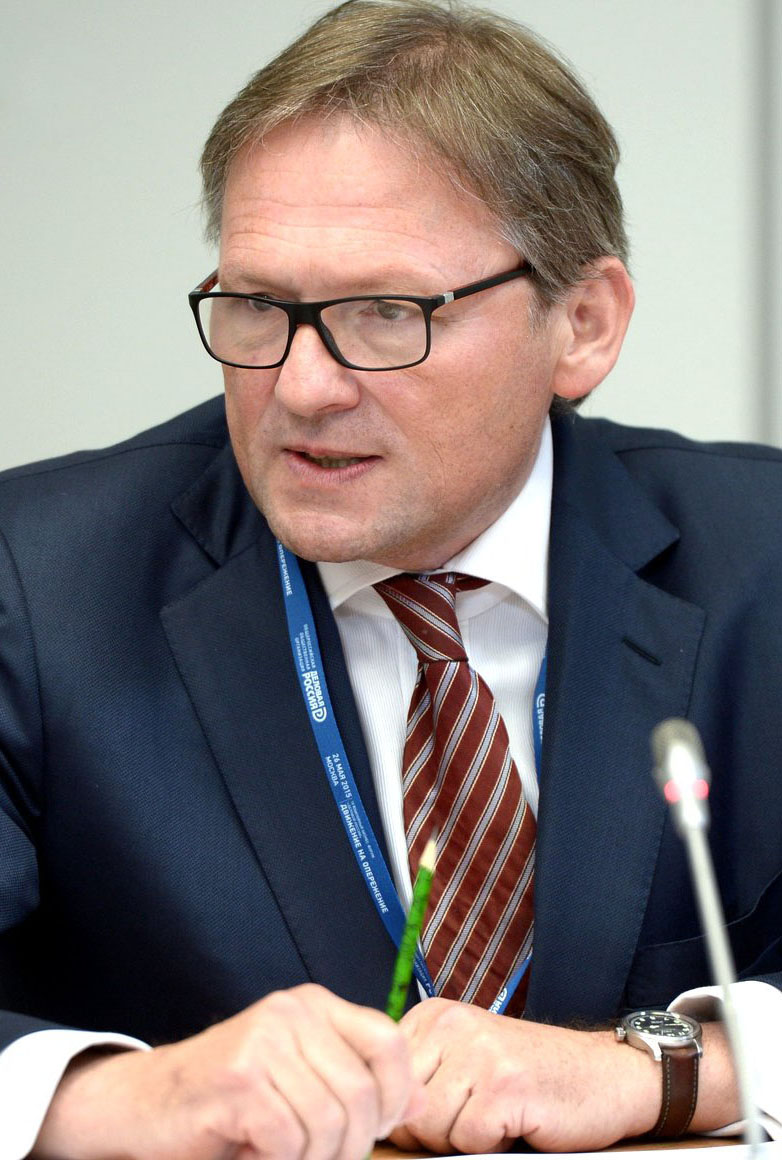
Boris Titow

Boris Jurjewitsch Titow (russisch Борис Юрьевич Титов; * 24. Dezember 1960 in Moskau) ist ein russischer Unternehmer und Politiker.

## Werdegang
Titow graduierte 1983 an der ökonomischen Fakultät des Staatlichen Moskauer Instituts für Internationale Beziehungen im Bereich Internationale Beziehungen. Im selben Jahr begann er für Soyuznefteexport, eine Außenhandelsorganisation, zu arbeiten und war für die Lieferung petrochemischer Produkte nach Fernost und Lateinamerika zuständig. 1989 wechselte er zum sowjetisch-niederländischen Konzern Urals, wo er als Abteilungsleiter tätig war. 1991 wurde Titow Geschäftsführer bei Solvalub, später SVL Group, die auch im Bereich Petrochemie tätig ist. 1996 wurde Titow Präsident des Unternehmens. Im Mai 2004 wurde Titow Vorsitzender des russischen Verbandes „Business Russia“, in dieser Funktion kritisierte er insbesondere die Steuerpolitik Russlands. 2008 stieg Titow als neuer Hauptaktionär beim russischen Traditionsunternehmen Abrau-Durso ein, das sich als Sekt-Hersteller einen Namen gemacht hatte. Mit einem Investment von 12 Millionen US$ unterstützte Titow das angeschlagene Unternehmen.
2006 wurde Titows Vermögen auf 1,03 Milliarden US$ geschätzt. Er ist als Experte des Moskauer Wirtschaftsforums tätig.

## Politische Laufbahn

Logo der Wachstumspartei

Seit dem Anfang der 2000er-Jahre ist Boris Titow in der russischen Politik aktiv. Am 22. Juni 2012 ernannte Präsident Wladimir Putin Titow zum Beauftragten des russischen Präsidenten für die Rechte der Unternehmer. Fünf Jahre später wurde er im Amt bestätigt.
Im Jahr 2014 unterstützte Titow die Annexion der Krim durch Russland.
Am 29. Februar 2016 wurde er Vorsitzender der Partei Rechte Sache, die wirtschaftsliberale Interessen vertrat. Die Partei wurde im März 2016 in Wachstumspartei umbenannt, Titow wurde Vorsitzender der neuen Partei, die bei der Dumawahl 2016 mit 1,25 % an der 5%-Hürde scheiterte. Parallel zu seiner Tätigkeit als Beauftragter für Unternehmensrechte des russischen Präsidentens Putin kandidierte Titow für die Wachstumspartei bei der Präsidentschaftswahl 2018. Dabei bemerkte Titow mit Blick auf den amtierenden Präsidenten Putin, niemand habe „auch nur den geringsten Zweifel, wer die Wahl gewinnen wird“. Trotzdem wolle er wirtschaftsliberalen Interessen bei der Wahl eine Stimme geben und vor allem kleine und mittelständische Unternehmen verteidigen.
In Anbetracht von Titows Rolle als Berater Putins wurde spekuliert, dass seine Kandidatur im Vorfeld mit dem Kreml abgestimmt wurde, um eine geringe Wahlbeteiligung zu verhindern.